# Taiwanomyia hispivena
Taiwanomyia hispivena är en tvåvingeart som beskrevs av Alexander 1967. Taiwanomyia hispivena ingår i släktet Taiwanomyia och familjen småharkrankar. Inga underarter finns listade i Catalogue of Life.